# Ilhas Obi
As ilhas Obi (ou Ombirah, em indonésio:  Kepulauan Obi) são um conjunto de ilhas da Indonésia, nas ilhas Molucas. Ficam a norte de Buru e Ceram.
A maior ilha do grupo é Obira ou lha Obi.  Junto desta ficam as ilhas Bisa, Gomumu, Obilatu, Tapat e Tobalai.